# Persone di cognome Shaw
| Questa pagina contiene informazioni ricavate automaticamente dalle voci biografiche con l'ausilio del template Bio e di un bot. L'aggiornamento è periodico e automatico e ricostruisce completamente la pagina. Se manca una persona in questa lista, sei pregato di non aggiungerla, ma accertati piuttosto che la sua voce biografica contenga il template Bio e che i dati anagrafici siano correttamente compilati. Se il template Bio manca, inseriscilo tu stesso o, in alternativa, metti l'avviso {{tmp\|Bio}} che ne segnala la mancanza. Se i dati riportati sono sbagliati, correggi direttamente la voce biografica; le modifiche saranno visibili in questa lista entro pochi giorni. Per chiarimenti vedi il progetto antroponimi. La lista contiene solo le 101 persone che sono citate nell'enciclopedia e per le quali è stato implementato correttamente il template Bio. Pagina aggiornata al 7 ago 2025. |

Questa è una lista di persone presenti nell'enciclopedia che hanno il cognome Shaw, suddivise per attività principale.

## Allenatori di calcio(2)
- Arthur Shaw, allenatore di calcio e calciatore inglese (Limehouse, n. 1924 - Hermosa Beach, † 2015)
- Hugh Shaw, allenatore di calcio e calciatore scozzese (Edimburgo, † 1976)

## Allenatori di pallacanestro(1)
- Brian Shaw, allenatore di pallacanestro e ex cestista statunitense (Oakland, n. 1966)

## Ambientaliste(1)
- Susan Shaw, ambientalista statunitense (Dallas, n. 1943 - New York, † 2022)

## Architetti(2)
- Howard Van Doren Shaw, architetto statunitense (Chicago, n. 1869 - Baltimora, † 1926)
- Richard Norman Shaw, architetto scozzese (Edimburgo, n. 1831 - Londra, † 1912)

## Attori(8)
- Brinsley Shaw, attore, regista e sceneggiatore statunitense (New York, n. 1876 - New York, † 1931)
- Ferdia Shaw, attore irlandese (Dublino, n. 2004)
- Doc Shaw, attore statunitense (Atlanta, n. 1992)
- Martin Shaw, attore britannico (Birmingham, n. 1945)
- Michael James Shaw, attore e scrittore statunitense (New York, n. 1986)
- Robert Shaw, attore e scrittore britannico (Westhoughton, n. 1927 - Tourmakeady, † 1978)
- Sebastian Shaw, attore, drammaturgo e scrittore britannico (Holt, n. 1905 - Brighton, † 1994)
- Stan Shaw, attore statunitense (Chicago, n. 1952)

## Attrici(10)
- Darci Shaw, attrice britannica (Liverpool, n. 2002)
- Fiona Shaw, attrice e regista teatrale irlandese (Cobh, n. 1958)
- Janet Shaw, attrice statunitense (Beatrice, n. 1919 - Beatrice, † 2001)
- Kim Shaw, attrice canadese (Windsor, n. 1984)
- Lindsey Shaw, attrice statunitense (Lincoln, n. 1989)
- Frankie Shaw, attrice, sceneggiatrice e regista statunitense (Boston, n. 1981)
- Reta Shaw, attrice statunitense (South Paris, n. 1912 - Encino, † 1982)
- Susan Shaw, attrice inglese (Londra, n. 1929 - † 1978)
- Victoria Shaw, attrice australiana (Sydney, n. 1935 - Sydney, † 1988)
- Vinessa Shaw, attrice e modella statunitense (Los Angeles, n. 1976)

## Attrici teatrali(1)
- Mary Shaw, attrice teatrale e regista statunitense (n. 1860 - † 1929)

## Autrici di videogiochi(1)
- Carol Shaw, autrice di videogiochi statunitense (Palo Alto, n. 1955)

## Bassisti(1)
- Adrian Shaw, bassista britannico (Hampstead, n. 1947)

## Botanici(1)
- George Shaw, botanico e zoologo inglese (Bierton, n. 1751 - Londra, † 1813)

## Calciatori(12)
- David Shaw, calciatore e allenatore di calcio scozzese (Annathill, n. 1917 - Aberdeen, † 1977)
- Gary Shaw, calciatore inglese (Solihull, n. 1961 - Birmingham, † 2024)
- Graham Shaw, ex calciatore inglese (Newcastle-under-Lyme, n. 1967)
- Jack Shaw, calciatore inglese (Doncaster, n. 1924 - Denaby, † 2011)
- Jock Shaw, calciatore scozzese (Annathill, n. 1912 - Glenboig, † 2000)
- John Charles Shaw, calciatore inglese (Penistone, n. 1830 - Birmingham, † 1918)
- Joe Shaw, calciatore e allenatore di calcio inglese (Bury, n. 1883 - Londra, † 1963)
- Kurt Shaw, calciatore maltese (Pietà, n. 1999)
- Luke Shaw, calciatore inglese (Kingston upon Thames, n. 1995)
- Malcolm Shaw, calciatore trinidadiano (Pickering, n. 1997)
- Oli Shaw, calciatore scozzese (Edimburgo, n. 1998)
- Richard Shaw, ex calciatore inglese (Brentford, n. 1968)

## Calciatrici(2)
- Jaedyn Shaw, calciatrice statunitense (Frisco, n. 2004)
- Khadija Shaw, calciatrice giamaicana (Spanish Town, n. 1997)

## Cantanti(4)
- Bernie Shaw, cantante canadese (Vancouver, n. 1956)
- Mallrat, cantante e rapper australiana (Brisbane, n. 1998)
- Marlena Shaw, cantante statunitense (New Rochelle, n. 1942 - † 2024)
- Wini Shaw, cantante, attrice e ballerina statunitense (San Francisco, n. 1907 - New York, † 1982)

## Cestiste(1)
- Hannah Shaw, cestista britannica (Stockport, n. 1990)

## Cestisti(2)
- Casey Shaw, ex cestista e allenatore di pallacanestro statunitense (Lebanon, n. 1975)
- Joey Shaw, ex cestista statunitense (Maricopa, n. 1987)

## Chitarristi(1)
- Tommy Shaw, chitarrista e cantante statunitense (Montgomery, n. 1953)

## Ciclisti su strada(1)
- James Shaw, ciclista su strada britannico (Nottingham, n. 1996)

## Compositrici(1)
- Caroline Shaw, compositrice statunitense (Greenville, n. 1982)

## Contralti(1)
- Mary Shaw, contralto inglese (Kent, n. 1814 - Hadleigh Hall, † 1876)

## Critici musicali(1)
- Greg Shaw, critico musicale statunitense (n. 1949 - Los Angeles, † 2004)

## Danzatori(1)
- Brian Shaw, ballerino britannico (Huddersfield, n. 1928 - † 1992)

## Direttori di coro(1)
- Robert Shaw, direttore di coro e direttore d'orchestra statunitense (Red Bluff, n. 1916 - New Haven, † 1999)

## Economisti(1)
- Edward S. Shaw, economista statunitense (Albuquerque, n. 1908 - Kennewik, † 1994)

## Egittologi(1)
- Ian Shaw, egittologo britannico (n. 1961)

## Filantropi(1)
- Henry Shaw, filantropo e botanico britannico (Sheffield, n. 1800 - Saint Louis, † 1889)

## Fisici(1)
- Gordon Shaw, fisico statunitense (Atlantic City, n. 1933 - Laguna Beach, † 2005)

## Fotografi(2)
- Joey Shaw, fotografo italiano (Milano, n. 1969)
- Sam Shaw, fotografo statunitense (New York, n. 1912 - Westwood, † 1999)

## Giocatori di baseball(1)
- Travis Shaw, giocatore di baseball statunitense (Washington Court House, n. 1990)

## Giocatori di football americano(7)
- Bob Shaw, giocatore di football americano, allenatore di football americano e cestista statunitense (Richwood, n. 1921 - Westerville, † 2011)
- Connor Shaw, giocatore di football americano statunitense (Flowery Branch, n. 1991)
- Dennis Shaw, ex giocatore di football americano statunitense (Los Angeles, n. 1947)
- George Shaw, giocatore di football americano statunitense (Portland, n. 1933 - Portland, † 1998)
- Josh Shaw, giocatore di football americano statunitense (Palmdale, n. 1992)
- Robert Shaw, ex giocatore di football americano statunitense (Tuscaloosa, n. 1956)
- Billy Shaw, giocatore di football americano statunitense (Natchez, n. 1938 - Toccoa, † 2024)

## Golfisti(1)
- Wallace Shaw, golfista statunitense (Watervliet, n. 1870 - Westfield, † 1960)

## Imprenditori(2)
- Clay Shaw, imprenditore, agente segreto e militare statunitense (Kentwood, n. 1913 - New Orleans, † 1974)
- Run Run Shaw, imprenditore e filantropo cinese (Ningbo, n. 1907 - Hong Kong, † 2014)

## Informatici(1)
- David E. Shaw, informatico statunitense (n. 1951)

## Medici(1)
- Anna Howard Shaw, medico e attivista britannica (Newcastle upon Tyne, n. 1847 - Moylan, † 1919)

## Meteorologi(1)
- Napier Shaw, meteorologo britannico (Birmingham, n. 1854 - Londra, † 1945)

## Militari(2)
- Frederick Shaw, militare e politico britannico (n. 1861 - † 1942)
- John Shaw, militare statunitense (Mountmellick, n. 1773 - Filadelfia, † 1823)

## Modelli(1)
- Jason Shaw, supermodello e attore statunitense (Chicago, n. 1973)

## Nuotatori(1)
- Tim Shaw, ex nuotatore e ex pallanuotista statunitense (Long Beach, n. 1957)

## Ostacolisti(1)
- Arthur Shaw, ostacolista statunitense (Joliet, n. 1886 - Altadena, † 1955)

## Pallavoliste(1)
- Sara Shaw, pallavolista statunitense (Austin, n. 1991)

## Pallavolisti(1)
- James Shaw, pallavolista statunitense (Woodside, n. 1994)

## Pattinatrici artistiche su ghiaccio(1)
- Kathleen Shaw, pattinatrice artistica su ghiaccio britannica (n. 1903 - † 1983)

## Politici(1)
- Vernon Shaw, politico dominicense (Roseau, n. 1930 - Roseau, † 2013)

## Rapper(3)
- Bushwick Bill, rapper statunitense (Kingston, n. 1966 - Houston, † 2019)
- DJ Clue, rapper e disc jockey statunitense (New York, n. 1975)
- Too Short, rapper statunitense (Los Angeles, n. 1966)

## Registi(1)
- Harold M. Shaw, regista e attore statunitense (Brownsville, n. 1877 - Los Angeles, † 1926)

## Rugbisti a 15(1)
- Simon Shaw, ex rugbista a 15 britannico (Nairobi, n. 1973)

## Scacchisti(1)
- John Shaw, scacchista scozzese (n. 1968)

## Scrittori(4)
- Aiden Shaw, scrittore, modello e ex attore pornografico britannico (Harrow, n. 1966)
- Charles Herbert Shaw, scrittore, giornalista e sceneggiatore australiano (South Melbourne, n. 1900 - Sydney, † 1955)
- George Bernard Shaw, scrittore, drammaturgo e linguista irlandese (Dublino, n. 1856 - Ayot St Lawrence, † 1950)
- Scott Shaw, scrittore e regista statunitense (Los Angeles, n. 1958)

## Scrittori di fantascienza(1)
- Bob Shaw, autore di fantascienza britannico (Belfast, n. 1931 - Manchester, † 1996)

## Sollevatori(1)
- Brian Shaw, sollevatore e strongman statunitense (Fort Lupton, n. 1982)

## Tastieristi(1)
- Leonard Shaw, tastierista, polistrumentista e compositore canadese (Winnipeg, n. 1949)

## Tenniste(1)
- Winnie Shaw, tennista britannica (Glasgow, n. 1947 - † 1992)

## Wrestler(2)
- Dexter Lumis, wrestler statunitense (Jacksonville, n. 1984)
- Mike Shaw, wrestler statunitense (Skandia, n. 1957 - Marquette, † 2010)